# Canton de Toulouges
Le canton de Toulouges est une division administrative française, située dans le département des Pyrénées-Orientales et la région Languedoc-Roussillon.

## Composition
Le canton de Toulouges groupe 3 communes :
| Nom                   | Code Insee | Intercommunalité                    | Superficie (km2) | Population (dernière pop. légale) | Densité (hab./km2) |
| --------------------- | ---------- | ----------------------------------- | ---------------- | --------------------------------- | ------------------ |
| Toulouges (chef-lieu) | 66213      | CU Perpignan Méditerranée Métropole | 8,04             | 6 690 (2014)                      | 832                |
| Canohès               | 66038      | CU Perpignan Méditerranée Métropole | 8,56             | 5 263 (2014)                      | 615                |
| Pollestres            | 66144      | CU Perpignan Méditerranée Métropole | 8,30             | 4 702 (2014)                      | 567                |

## Histoire
Le canton de Toulouges a été créé en 1982 (décret n° 82-84 du 25 janvier 1982) lors de la division du Canton de Perpignan-V. Sa composition n'a pas évolué depuis.

## Représentation

### Conseiller général de 1982 à 2015
| Période                                  | Période | Identité        | Étiquette | Qualité                                                         |
| ---------------------------------------- | ------- | --------------- | --------- | --------------------------------------------------------------- |
| 1982                                     | 2015    | Louis Caseilles | PS        | Contrôleur divisionnaire des PTT Maire de Toulouges (1977-2014) |
| Les données manquantes sont à compléter. |         |                 |           |                                                                 |

### Historique des élections

#### Élection de 2008
Les élections cantonales de 2008 ont eu lieu les dimanches 9 et 16 mars 2008. 
Abstention : 25,02 % au premier tour, 26,07 % au second tour.
| Candidat        | Parti | %       | Voix |
| --------------- | ----- | ------- | ---- |
| Louis Caseilles | PS    | 55,78 % | 4592 |
| Daniel Mach     | UMP   | 44,22 % | 3640 |

## Démographie
| 1982  | 1990   | 1999   | 2006   | 2011   | 2012   |
| ----- | ------ | ------ | ------ | ------ | ------ |
| 8 978 | 11 542 | 13 368 | 14 356 | 15 684 | 15 863 |